# Mistrovství světa v ledním hokeji 1966
33. mistrovství světa  a 44. mistrovství Evropy v ledním hokeji probíhalo ve dnech 3. – 13. března 1966 v jugoslávských městech Lublaň (Hala Tivoli), Záhřeb a Jesenice.
Turnaje se zúčastnilo 19 mužstev, rozdělených podle výkonnosti do tří skupin. Hrálo se jednokolově systémem každý s každým, v C-skupině dvoukolově.

## Výsledky a tabulky
| 33. | Mistrovství světa | URS  | TCH | CAN | SWE | GDR  | USA  | FIN  | POL | V | R | P | Skóre | B  |
| 1.  | SSSR              | ***  | 7:1 | 3:0 | 3:3 | 10:0 | 11:0 | 13:2 | 8:1 | 6 | 1 | 0 | 55:7  | 13 |
| 2.  | ČSSR              | 1:7  | *** | 2:1 | 2:1 | 6:0  | 7:4  | 8:1  | 6:1 | 6 | 0 | 1 | 32:15 | 12 |
| 3.  | Kanada            | 0:3  | 1:2 | *** | 4:2 | 6:0  | 7:2  | 9:1  | 6:0 | 5 | 0 | 2 | 33:10 | 10 |
| 4.  | Švédsko           | 3:3  | 1:2 | 2:4 | *** | 1:4  | 6:1  | 5:1  | 8:2 | 3 | 1 | 3 | 26:17 | 7  |
| 5.  | NDR               | 0:10 | 0:6 | 0:6 | 4:1 | ***  | 0:4  | 4:3  | 4:0 | 3 | 0 | 4 | 12:30 | 6  |
| 6.  | USA               | 0:11 | 4:7 | 2:7 | 1:6 | 4:0  | ***  | 1:4  | 6:4 | 2 | 0 | 5 | 18:39 | 4  |
| 7.  | Finsko            | 2:13 | 1:8 | 1:9 | 1:5 | 3:4  | 4:1  | ***  | 6:3 | 2 | 0 | 5 | 18:43 | 4  |
| 8.  | Polsko            | 1:8  | 1:6 | 0:6 | 2:8 | 0:4  | 4:6  | 3:6  | *** | 0 | 0 | 7 | 11:44 | 0  |

| 44. | Mistrovství Evropy |
| 1.  | SSSR               |
| 2.  | ČSSR               |
| 3.  | NDR                |
| 4.  | Švédsko            |
| 5.  | Finsko             |
| 6.  | Polsko             |

- Titul mistra Evropy do 1970 získalo evr. mužstvo, které se umístilo nejlépe v konečné tabulce MS.

 SSSR –  Polsko 	8:1 (4:0, 1:1, 3:0)
3. března 1966 (10:00) – Lublaň	

Branky SSSR: 1:58 Alexandr Ragulin, 2:03 Vjačeslav Staršinov, 18:05 Venjamin Alexandrov, 19:14 Viktor Jakušev, 38:23 Venjamin Alexandrov, 43:11 Vjačeslav Staršinov, 55:21 Vjačeslav Staršinov, 56:34 Anatolij Firsov.

Branky Polska: 25:02 Jerzy Kilanowicz.

Rozhodčí: Rene Keller (FRG), Josef Rommerskirchen (FRG)

Vyloučení: 5:6
SSSR: Konovalenko – Ragulin, Brežněv, Kuzkin, Davidov, Zajcev – Loktěv, Almetov, Alexandrov – B. Majorov, Staršinov, Jakušev – Vikulov, Polupanov, Firsov.
Polsko: Wisniewski – Regula, Zawada, Szlapa, Góralczyk – Szal, Komorski, Birula – Karol Fonfara, Andrzej Fonfara, Gosztyla – Kilanowicz, Stefaniak, Żurawski – Wilczek.
 Československo -  NDR	6:0 (1:0, 2:0, 3:0)
3. března 1966 (13:30) - Lublaň

Branky a nahrávky Československa: 18:25 Jaroslav Jiřík (Jozef Golonka), 24:15 Jozef Golonka (Jan Klapáč), 25:00 Stanislav Prýl (Václav Nedomanský), 41:00 Jozef Golonka (Jaroslav Jiřík), 43:10 Milan Kokš, 44:00 Jan Klapáč (Milan Kokš).

Rozhodčí: Jan Wycisk (POL), Henry Nordlie (NOR)

Vyloučení: 5:4 (1:0)
ČSSR: Vladimír Dzurilla – František Tikal, Rudolf Potsch, Jan Suchý, Jaromír Meixner, Ladislav Šmíd – Jan Klapáč, Václav Nedomanský, Josef Černý – Jaroslav Jiřík, Jozef Golonka, František Ševčík – Stanislav Prýl, Milan Kokš, Jiří Holík.
NDR: Peter Kolbe – Heinz Schildan, Dieter Voigt, Manfred Buder, Wolfgang Plotka – Helmut Novy, Rainer Tudyka, Erhard Braun - Dieter Kratzsch, Joachim Ziesche, Erich Novy – Joachim Franke, Bernd Karrenbauer, Rüdiger Noack – Bernd Poindl.
 Švédsko –  Finsko 	5:1 (1:0, 2:1, 2:0)
3. března 1966 (17:00) – Lublaň

Branky Švédska: 5:33 Lars-Göran Nilsson, 27:00 Ulf Sterner, 32:12 Ulf Sterner, 48:07 Roland Stoltz, 53:47 Hans Lindberg

Branky Finska: 33:25 Esa Isaksson.

Rozhodčí: Otto Černý (TCH), Zdeněk Kořínek (TCH)

Vyloučení: 2:2
Švédsko: Holmqvist – Stoltz, N. Johansson, Svedberg, Bylund, Torstensson – Pettersson, Nisse Nilsson, Palmqvist – Bengtsson, Lars-Göran Nilsson, Sterner – Lindberg, Sven Tumba Johansson, Lundström – R. Sivertsson.
Finsko: Kaitala – Mesikämmen, Mononen, Partinen, Numminen – Rantasila, Isaksson, Jylhä – Oksanen, Reunamäki, Hakanen – Vehmanen, Kilpiö, Keinonen – Peltonen.
 Kanada –  USA	7:2 (3:1, 1:1, 3:0)
3. března 1966 (20:30) – Lublaň

Branky Kanady: 1:27 George Faulkner, 8:08 Ray Cadieux, 10:15 Jack McLeod, 32:28 Morris Mott, 47:12 Fran Huck, 51:25 George Faulkner, 59:30 Marshall Johnston.

Branky USA: 14:10 Emery Ruelle, 25:37 Lawrence Stordahl.

Rozhodčí: Andrej Starovojtov (URS), Anatolij Seglin (URS)

Vyloučení: 6:4
Kanada: Broderick – O’Malley, Begg, McKenzie, Davis, Schmidt – McLeod, Huck, Conlin – Johnston, McMillan, Bourbonnais – Cadieux, Faulkner, Mott.
USA: Yurkowich – Mayasich, Ross, Teal, Currie – J. Stordahl, Porter, Roberge – Maisonneuve, Ronald Naslund, Tschida – Lawrence Stordahl, Ruelle, Lilyholm – Johannson, Therrien.
 Kanada –  Polsko	6:0 (4:0, 1:0, 1:0)
5. března 1966 (10:00) – Lublaň

Branky Kanady: 9:18 Marshall Johnston, 16:06 George Faulkner, 17:58 Fran Huck, 19:05 Lorne Davis, 26:02 Jack McLeod, 55:45 Paul Conlin.

Rozhodčí: Pentti Isotalo (FIN), Lennart Jaala (FIN)

Vyloučení: 4:3
Kanada: Broderick – O’Malley, Begg, McKenzie, Davis – Conlin, McLeod, Huck – Johnston, McMillan, Bourbonnais – Cadieux, Faulkner, Mott – McCann.
Polsko: Kosyl – Szlapa, Góralczyk, Regula, Zawada, Wilczek – Karol Fonfara, Andrzej Fonfara, Gosztyla – Kilanowicz, Stefaniak, Żurawski – Komorski, Birula, Kurek.
 Československo -  Finsko	8:1	(1:0, 3:0, 4:1)
5. března 1966 (13:30) - Lublaň

Branky a nahrávky Československa: 10:00 Stanislav Prýl (Josef Černý), 20:30 Václav Nedomanský, 27:10 Jan Klapáč, 36:12 Václav Nedomanský (Jiří Holík), 43:17 Václav Nedomanský (Jiří Holík), 44:42 Jaroslav Jiřík (Rudolf Potsch), 47:00 Václav Nedomanský (Josef Černý), 52:32 Jaroslav Jiřík (Jozef Golonka).

Branky Finska: 44:51 Reijo Hakanen (Lasse Oksanen).

Rozhodčí: Gennaro Olivieri (SUI), Andre Vuillemin (SUI)

Vyloučení: 2:1 (0:0)
ČSSR: Vladimír Dzurilla – František Tikal, Rudolf Potsch, Jan Suchý, Jaromír Meixner, Ladislav Šmíd – Stanislav Prýl, Václav Nedomanský, Josef Černý – Jaroslav Jiřík, Jozef Golonka, František Ševčík – Jan Klapáč, Milan Kokš, Jiří Holík.
Finsko: Risto Kaitala – Lalli Partinen, Juha Rantasila, Ilkka Mesikämmen, Kalevi Numminen, Erkki Mononen – Matti Reunamäki, Raimo Kilpiö, Matti Keinonen – Esa Isaksson, Jorma Vehmanen, Juhani Jylhä – Lasse Oksanen, Jorma Peltonen, Reijo Hakanen.
 Švédsko –  NDR	1:4 (0:0, 0:2, 1:2)
5. března 1966 (17:00) – Lublaň

Branky Švédska: 52:38 Sven Tumba Johansson

Branky NDR: 25:43 Dieter Kratzsch, 32:27 Dieter Kratzsch, 54:12 Erhard Braun, 55:20 Bernd Karrenbauer.

Rozhodčí: Andrej Starovojtov (URS), Anatolij Seglin (URS)

Vyloučení: 0:2
Švédsko: Holmqvist – Stoltz, Nils Johansson, Svedberg, Bylund – Pettersson, Nisse Nilsson, Palmqvist – Sivertsson, Lars-Göran Nilsson, Sterner – Lindberg, Sven Tumba Johansson, Lundström - Torstensson.
NDR: Kolbe – Plotka, Voigt, Buder, Helmut Novy, Schildan – Noack, Poindl, Karrenbauer – Erich Novy, Tudyka, Franke – Braun, Kratzsch, Fuchs.
 SSSR –  USA	11:0 (2:0, 6:0, 3:0)
5. března 1966 (20:30) – Lublaň

Branky SSSR: 5:55 Viktor Jakušev, 12:15 Alexandr Ragulin, 27:50 Alexandr Ragulin, 30:25 Vjačeslav Staršinov, 31:02 Vladimir Vikulov, 32:27 Alexandr Almetov, 36:28 Vladimir Vikulov, 39:10 Boris Majorov, 50:56 Venjamin Alexandrov, 54:50 Viktor Polupanov, 55:16 Konstantin Loktěv.

Rozhodčí: Olle Viking (SWE), Ove Dahlberg (SWE)

Vyloučení: 5:5
SSSR: Konovalenko – Ragulin, Brežněv, Kuzkin, Davidov, Zajcev – Loktěv, Almetov, Alexandrov – B. Majorov, Staršinov, Jakušev – Vikulov, Polupanov, Firsov.
USA: Blackburn – Mayasich, Stordahl, Teal, Currie, Ross – Maisonneuve, Porter, Roberge – Ronald Naslund, Tschida, Lawrence Stordahl – Ruelle, Lilyholm, Johannson.
 Československo -  Polsko 	6:1	(3:0, 1:0, 2:1)
6. března 1966 (10:00) - Lublaň

Branky a nahrávky Československa: 5:12 Stanislav Prýl (Milan Kokš), 7:04 Jiří Holík, 13:47 Milan Kokš (Ladislav Šmíd), 35:35 František Ševčík, 47:03 Václav Nedomanský (František Tikal), 59:28 Rudolf Potsch.

Branky a nahrávky Polska: 48:17 Józef Kurek (Bronisław Gosztyła).

Rozhodčí: Rene Keller (FRG), Josef Rommerskirchen (FRG)

Vyloučení: 9:9 (0:0, 1:0) + Robert Góralczyk (POL) na 5 min., Włodzimierz Komorski (POL) na 10 min.
ČSSR: Jiří Holeček – František Tikal, Rudolf Potsch, Jan Suchý, Ladislav Šmíd – Stanislav Prýl, Václav Nedomanský, Milan Kokš – Jan Klapáč, Jaroslav Holík, Jiří Holík – František Ševčík, Jozef Golonka, Jaromír Meixner (Jaroslav Jiřík, hrál jen několik minut pak odstoupil pro zranění).
Polsko: Walery Kosyl – Piotr Szlapa, Robert Góralczyk, Henryk Reguła], Marian Zawada, Andrzej Fonfara – Jerzy Kilanowicz, Józef Stefaniak, Andrzej Żurawski – Sylwester Wilczek, Krzysztof Birula-Białynicki, Józef Kurek – Włodzimierz Komorski, Andrzej Szal, Bronisław Gosztyła.
 Kanada –  Finsko	9:1 (2:0, 3:1, 4:0)
6. března 1966 (13:30) – Lublaň

Branky Kanady: 8:00 George Faulkner, 19:59 Bill MacMillan, 23:20 Paul Conlin, 24:00 Fran Huck, 30:13 George Faulkner, 41:18 Ray Cadieux, 41:59 Jack McLeod, 42:37 Fran Huck, 58:51 Roger Bourbonnais.

Branky Finska: 27:09 Reijo Hakanen.

Rozhodčí: Willy Valentin (AUT), Zbigniew Chojnacki (POL)

Vyloučení: 5:4
Kanada: Martin – O’Malley, Begg, McKenzie, Conlin – Davis, McLeod, Johnston – McMillan, Faulkner, Bourbonnais – Cadieux, Mott, Huck – Schmidt.
Finsko: Lahtinen – Mesikämmen, Heikkilä, Partinen, Rantasila – Keinonen, Hakanaen, Oksanen – Peltonen, Numminen, Reunamäki – Kilpiö, Vehmanen, Jylhä – Isaksson.
 Švédsko –  USA	6:1 (2:0, 1:0, 3:1)
6. března 1966 (17:00) – Lublaň

Branky Švédska: 6:00 Lars-Göran Nilsson, 13:33 Folke Bengtsson, 37:46 Ronald Pettersson, 48:03 Roland Stoltz, 49:51 Nisse Nilsson, 52:09 Lars-Åke Sivertsson

Branky USA: 42:12 Marshall Tschida.

Rozhodčí: Jan Wycisk (POL), Fritz Gross (GDR)

Vyloučení: 2:5
Švédsko: Caris – Stoltz, Nils Johansson, Svedberg, Bylund – Pettersson, Nisse Nilsson, Lundström – Sivertsson, Sven Tumba Johansson, Palmqvist – Bengtsson, Sterner, Lars-Göran Nilsson - Torstensson.
USA: Yurkowich (Blackburn) – Mayasich, Currie, Ross, Teal, J. Stordahl – Reulle, Lilyholm, Johannson – Donald, Porter, Roberge – Ronald Naslund, Tschida, Lawrence Stordahl.
 SSSR –  NDR	10:0 (1:0, 4:0, 5:0)
6. března 1966 (20:30) – Lublaň

Branky SSSR: 6:16 Konstantin Loktěv, 23:46 Konstantin Loktěv, 24:30 Boris Majorov, 25:48 Oleg Zajcev, 37:43 Vjačeslav Staršinov, 43:02 Oleg Zajcev, 43:33 Vladimir Vikulov, 44:15 Alexandr Almetov, 44:55 Venjamin Alexandrov, 51:59 Alexandr Almetov.

Rozhodčí: Henry Nordlie (NOR), Boris Cebulj (YUG)

Vyloučení: 4:9 + Vladimir Brežněv na 5 min., Manfred Buder na 10 min.
SSSR: Zinger – Ragulin, Brežněv, Kuzkin, Davidov, Zajcev – Loktěv, Almetov, Alexandrov – B. Majorov, Staršinov, Jakušev – Vikulov, Polupanov, Ionov.
NDR:Hirsche – Plotka, Voigt, Helmut Novy, Schildan – Noack, Ziesche, Karrenbauer – Erich Novy, Tudyka, Franke – Braun, Poindl, Kratzsch – Buder.
 Švédsko –  Polsko 	8:2 (5:0, 2:2, 1:0)
8. března 1966 (10:00) – Lublaň

Branky Švédska: 0:20 Lars-Göran Nilsson, 8:05 Sven Tumba Johansson, 10:22 Hans Lindberg, 11:57 Lars-Åke Sivertsson, 19:50 Folke Bengtsson, 34:53 Ronald Pettersson, 37:17 Björn Palmqvist, 45:07 Folke Bengtsson.

Branky Polska: 21:33 Andrzej Fonfara, 24:28 Karol Fonfara.

Rozhodčí: Gennaro Olivieri, Andre Vuillemin (SUI)

Vyloučení: 1:4 + Bronisław Gosztyła na 5 min.
Švédsko: Holmqvist – Nils Johansson, Stoltz, Bylund, Svedberg – Lars-Göran Nilsson, Nisse Nilsson, Pettersson – Bengtsson, Lindberg, Sterner – Sivertsson, Sven Tumba Johansson, Palmqvist – Torstensson.
Polsko: Kosyl – Szlapa, Góralczyk, Regula, Zawada – Wilczek, Żurawski, Kilanowicz – Szal, Gosztyla, Andrzej Fonfara – Kurek, Birula, Komorski – Karol Fonfara.
 SSSR –  Finsko	13:2 (5:1, 4:1, 4:0)
8. března 1966 (13:30) – Lublaň

Branky SSSR: 6:35 Venjamin Alexandrov, 9:07 Konstantin Loktěv, 10:51 Viktor Jakušev, 14:06 Alexandr Almetov, 17:00 Vjačeslav Staršinov, 25:11 Venjamin Alexandrov, 30:33 Venjamin Alexandrov, 32:16 Vladimir Brežněv, 38:21 Alexandr Ragulin, 54:33 Vladimir Brežněv, 57:05 Viktor Kuzkin, 57:37 Vjačeslav Staršinov, 59:38 Vladimir Brežněv.

Branky Finska: 19:39 Lasse Oksanen, 31:35 Jorma Peltonen.

Rozhodčí: Jan Wycisk (POL), Albert Kerkoš (YUG)

Vyloučení: 2:4
SSSR: Konovalenko – Ragulin, Davidov, Kuzkin, Brežněv, Zajcev – Loktěv, Almetov, Alexandrov – Staršinov, Majorov, Jakušev – Vikulov, Polupanov, Firsov.
Finsko: Kaitala – Partinen, Numminen, Mesikämmen, Heikkilä – Hakanen, Oksanen, Peltonen – Keinonen, Kilpiö, Reunamäki – Isaksson, Jylhä, Vehmanen – Mononen.
 Československo -  USA	7:4	(1:3, 5:0, 1:1)
8. března 1966 (17:00) - Lublaň

Branky a nahrávky Československa: 15:13 Stanislav Prýl, 26:00 František Ševčík (Jozef Golonka), 26:34 Ladislav Šmíd, 28:10 Milan Kokš (Stanislav Prýl), 31:40 František Tikal (Rudolf Potsch), 39:45 Jiří Holík (Václav Nedomanský), 53:50 Jiří Holík (Stanislav Prýl).

Branky a nahrávky USA: 7:25 Emery Ruelle (Marshall Tschida), 19:27 Leonhard Lilyholm (Lyle Porter), 19:27 Richard Roberge (Lawrence Stordahl), 41:15 Lawrence Stordahl (Donald Ross).

Rozhodčí: Olle Viking (SWE), Ove Dahlberg (SWE)

Vyloučení: 3:6 (2:0)
ČSSR: Vladimír Dzurilla – František Tikal, Rudolf Potsch, Jan Suchý, Ladislav Šmíd, Jaromír Meixner – Stanislav Prýl, Václav Nedomanský, Milan Kokš – Jan Klapáč, Jaroslav Holík, Jiří Holík – František Ševčík, Jozef Golonka, Jaroslav Jiřík.
USA: Rod Blackburn – Brad Teal, John Mayasich, Robert Currie, Donald Ross – Lyle Porter, Richard Roberge, Hank Therrien – Kenneth Johannson, Leonhard Lilyholm, Emery Ruelle – Ronald Naslund, Marshall Tschida, Lawrence Stordahl - Jim Stordahl.
 Kanada –  NDR	6:0 (2:0, 1:0, 3:0)
8. března 1966 (20:30) – Lublaň

Branky Kanady: 15:36 Morris Mott, 18:30 Ray Cadieux, 34:44 Bill MacMillan, 43:03 Ray Cadieux, 46:17 Morris Mott, 53:16 George Faulkner.

Rozhodčí: Otto Černý (TCH), Zdeněk Kořínek (TCH)

Vyloučení: 4:2
Kanada: Broderick – O’Malley, Begg, McKenzie, Conlin, Davis – McLeod, Huck, Mott – Johnston, McMillan, Bourbonnais – Cadieux, Faulkner. Schmidt.
NDR: Kolbe – Buder, Helmut Novy, Voigt, Plotka – Noack, Ziesche, Karrenbauer – Erich Novy, Tudyka, Franke – Braun, Fuchs, Kratzsch – Schildan.
 USA –  Finsko	1:4 (0:0, 1:3, 0:1)
9. března 1966 (13:30) – Lublaň

Branky USA: 27:00 Marshall Tschida.

Branky Finska: 24:00 Lasse Oksanen, 29:57 Matti Reunamäki, 35:23 Juhani Jylhä, 49:10 Raimo Kilpiö.

Rozhodčí: Andrej Starovojtov (TCH), Anatolij Seglin (URS)

Vyloučení: 2:2
USA: Yurkovich – Teal, Mayasich, Currie, Ross, Roberge – Ronald Naslund, Therrien, Jim Stordahl – Lilyholm, Ruelle, Porter – Johannson, Tschida, Lawrence Stordahl.
Finsko: Lahtinen – Partinen, Rantasila, Mesikämmen, Numinen, Heikkilä – Oksanen, Peltonen, Hakanaen – Reunamäki, Kilpiö, Keinonen – Isaksson, Vehmanen, Jylhä.
 NDR –  Polsko 	4:0 (2:0, 0:0, 2:0)
9. března 1966 (17:00) – Lublaň

Branky NDR: 14:58 Joachim Ziesche, 15:18 Joachim Ziesche, 41:02 Rüdiger Noack, 55:02 Dieter Kratzsch.

Rozhodčí: Gennaro Olivieri (SUI), Andre Vuillemin (SUI)

Vyloučení: 1:3
NDR: Kolbe – Buder, Voigt, Helmut Novy, Plotka – Erich Novy, Ziesche, Karrenbauer – Tudyka, Franke, Kratzsch – Braun, Fuchs, Noack – Poindl.
Polsko: Wiśniewski – Szlapa, Góralczyk, Regula, Zawada – Karol Fonfara, Andrzej Fonfara, Gosztyla – Komorski, Wilczek, Birula - Kilanowicz, Stefaniak, Żurawski – Kurek.
 Československo -  Kanada	2:1	(1:0, 0:0, 1:1)
10. března 1966 (13:30) - Lublaň

Branky a nahrávky Československa: 15:58 Jiří Holík (František Tikal), 59:32 Stanislav Prýl.

Branky Kanady: 48:57 Roger Bourbonnais.

Rozhodčí: Gennaro Olivieri (SUI), Zbigniew Chojnacki (POL)

Vyloučení: 4:11 (1:1)
ČSSR: Vladimír Dzurilla – František Tikal, Rudolf Potsch, Jan Suchý, Ladislav Šmíd – Stanislav Prýl, Václav Nedomanský, Milan Kokš – František Ševčík, Jozef Golonka, Jaroslav Jiřík – Jan Klapáč, Jaroslav Holík, Jiří Holík
Kanada: Seth Martin – Terry O'Malley], Paul Conlin, Lorne Davis, Barry McKenzie, Harvey Schmidt – Gary Begg, Roger Bourbonnais, Ray Cadieux – Jack McLeod, Fran Huck, Marshall Johnston – Morris Mott, Bill MacMillan, George Faulkner.
 SSSR –  Švédsko	3:3 (0:0, 2:2, 1:1)
10. března 1966 (17:00) – Lublaň

Branky SSSR: 34:23 Venjamin Alexandrov, 35:57 Vjačeslav Staršinov, 52:53 Anatolij Firsov.

Branky Švédska: 27:06 Nisse Nilsson, 30:46 Lars-Göran Nilsson, 42:03 Ulf Sterner.

Rozhodčí: Boris Cebulj (YUG), Jan Wycisk (POL)

Vyloučení: 2:0
SSSR: Konovalenko – Ragulin, Brežněv, Kuzkin, Davidov, Zajcev – Loktěv, Almetov, Alexandrov – B. Majorov, Staršinov, Jakušev – Vikulov, Polupanov, Firsov.
Švédsko: Holmqvist – Stoltz, Nils Johansson, Svedberg, Bylund – Lundström, Nisse Nilsson, Pettersson – Bengtsson, Lindberg, Lars-Göran Nilsson – Sven Tumba Johansson, Sterner, Palmqvist – Torstensson.
 Finsko –  Polsko 	6:3 (1:0, 3:1, 2:2)
11. března 1966 (10:00) – Lublaň

Branky Finska: 12:30 Lasse Oksanen, 25:14 Juhani Jylhä, 32:24 Juha Rantasila, 35:12 Kalevi Numminen, 46:46 Reijo Hakanen, 55:38 Reijo Hakanen.

Branky Polska: 35:57 Andrzej Żurawski, 42:41 Andrzej Fonfara, 58:57 Robert Góralczyk.

Rozhodčí: Andrej Starovojtov (URS), Anatolij Seglin (URS)

Vyloučení: 7:7 + Matti Keinonen (FIN) na 10 min.
Finsko: Lahtinen – Partinen, Rantasila, Mesikämmen, Numminen, Mononen – Peltonen, Oksanen, Hakanen – Reunamäki, Kilpiö, Keinonen – Isaksson, Vehmanen, Jylhä.
Polsko: Wiśniewski – Szlapa, Góralczyk, Regula, Zawada – Karol Fonfara, Andrzej Fonfara, Gosztyla - Kilanowicz, Stefaniak, Żurawski – Szal, Wilczek, Birula – Kurek.
 NDR –  USA	0:4 (0:2, 0:0, 0:2)
11. března 1966 (13:30) – Lublaň

Branky USA: 2:10 Ronald Naslund, 5:42 Leonhard Lilyholm, 49:55 Lyle Porter, 51:40 Ronald Naslund.

Rozhodčí: Albert Kerkoš (YUG), Boris Cobujl (YUG)

Vyloučení: 0:6
USA: Blackburn – Currie, Ross, Teal, Roberge, Mayasich – Therrien, Johannson, Jim Stordahl – Reulle, Porter, Lilyholm – Ronald Naslund, Tschida, Lawrence Stordahl.
NDR: Kolbe – Plotka, Buder, Helmut Novy, Schildan – Erich Novy, Ziesche, Karrenbauer – Franke, Tudyka, Kratzsch – Fuchs, Braun, Noack – Poindl.
 Československo -  Švédsko	2:1	(0:1, 1:0, 1:0)
11. března 1966 (17:00) - Lublaň

Branky a nahrávky Československa: 24:17 Stanislav Prýl (Milan Kokš), 40:42 Jaroslav Jiřík (Jozef Golonka).

Branky a nahrávky Švédska: 14:15 Ulf Sterner (Roland Stoltz).

Rozhodčí: Jan Wycisk (POL), Fritz Gross (GDR)

Vyloučení: 3:2 (1:0)
ČSSR: Vladimír Dzurilla – František Tikal, Rudolf Potsch, Jan Suchý, Ladislav Šmíd – Stanislav Prýl, Václav Nedomanský, Milan Kokš – Jan Klapáč, Jaroslav Holík, Jiří Holík – František Ševčík, Jozef Golonka, Jaroslav Jiřík.
Švédsko: Leif Holmqvist – Roland Stoltz, Nils Johansson, Ulf Torstensson, Lars Bylund – Ronald Pettersson, Nisse Nilsson, Tord Lundström – Hans Lindberg, Ulf Sterner, Lars-Göran Nilsson – Folke Bengtsson, Björn Palmqvist, Lars-Åke Sivertsson.
 SSSR –  Kanada	3:0 (1:0, 0:0, 2:0)
11. března 1966 (20:30) – Lublaň

Branky SSSR: 15:20 Venjamin Alexandrov, 44:08 Vladimir Vikulov, 49:12 Oleg Zajcev.

Rozhodčí: Ove Dahlberg (SWE), Zdeněk Kořínek (TCH) 

Vyloučení: 6:7
SSSR: Konovalenko – Ragulin, Brežněv, Kuzkin, Davidov, Zajcev – Loktěv, Almetov, Alexandrov – B. Majorov, Staršinov, Jakušev – Vikulov, Polupanov, Firsov.
Kanada: Martin – L. Davis, McLeod, McKenzie, Conlin, O’Malley – Begg, Mott, Schmidt – Huck, Johnston, McMillan – Faulkner, Cadieux, Bourbonnais.
 USA –  Polsko 	6:4 (2:0, 3:1, 1:3)
12. března 1966 (17:00) – Lublaň

Branky USA: 8:50 Jim Stordahl, 9:10 Kenneth Johannson, 20:57 Emery Ruelle, 30:18 Lyle Porter, 30:25 Ronald Naslund, 49:23 Leonhard Lilyholm.

Branky Polska: 33:14 Jerzy Kilanowicz, 44:37 Józef Stefaniak, 53:14 Karol Fonfara, 56:33 Andrzej Fonfara.

Rozhodčí: Rene Keller (FRG), Josef Rommerskirchen (FRG)

Vyloučení: 2:2
USA:Blackburn – Currie, Ross, Mayasich, Teal, Jim Stordahl – Roberge, Ronald Naslund, Therrien – Ruelle, Porter, Lilyholm – Johannson, Tschida, Lawrence Stordahl.
Polsko: Wiśniewski – Szlapa, Góralczyk, Regula, Zawada, Wilczek – Komorski, Kurek, Birula – Kilanowicz, Stefaniak, Żurawski – Karol Fonfara, Andrzej Fonfara, Gosztyla.
 NDR –  Finsko	4:3 (2:3, 1:0, 1:0)
12. března 1966 (20:30) – Lublaň

Branky NDR: 13:46 Rüdiger Noack, 18:32 Joachim Franke, 20:48 Erich Novy, 52:20 Bernd Karrenbauer.

Branky Finska: 1:29 Jorma Peltonen, 4:56 Ilkka Mesikämmen, 16:41 Raimo Kilpiö.

Rozhodčí: Olle Viking (SWE), Ove Dahlberg (SWE)

Vyloučení: 2:5 + Wolfgang Plotka (GDR) na 5 min.
NDR: Kolbe (Hirsche) – Voigt, Plotka, Buder, Erich Novy, Schildan – Poindl, Franke, Tudyka – Noack, Ziesche, Karrenbauer – Kratzsch, Fuchs, Braun.
Finsko: Lahtinen (Kaitala) – Partinen, Numminen, Mesikämmen, Rantasila, Mononen – Reunamäki, Kilpiö, Keinonen – Vehmanen, Jylhä, Isaksson – Peltonen, Oksanen, Hakanen.
 Kanada –  Švédsko	4:2 (0:1, 3:0, 1:1)
13. března 1966 (11:00) – Lublaň

Branky Kanady: 31:28 Gary Begg, 34:18 Roger Bourbonnais, 36:17 Marshall Johnston, 50:18 Jack McLeod.

Branky Švédska: 8:23 Nisse Nilsson, 45:48 Hans Lindberg.

Rozhodčí: Andrej Starovojtov (URS), Zdeněk Kořínek (TCH)

Vyloučení: 6:2 + L.-G. Nilsson na 5 min.
Kanada: Broderick – O’Malley, Conlin, McKenzie, Davis, Begg – Mott, Bourbonnais, McCann – McLeod, Huck, Johnston – McMillan, Cadieux, Faulkner.
Švédsko: Holmqvist – Stoltz, N. Johansson, Svedberg, Bylund – Pettersson, Nisse Nilsson, Lundström – Sivertsson, Palmqvist, Torstensson – Sterner, Lindberg, L.-G. Nilsson.
 Československo -  SSSR 	1:7 (0:4, 1:2, 0:1)
13. března 1966 (16:00) - Lublaň

Branky a nahrávky Československa: 34:23 Jan Klapáč (Jaromír Meixner).

Branky a nahrávky SSSR: 1:20 Vjačeslav Staršinov (Viktor Jakušev), 3:22 Konstantin Loktěv (Alexandr Almetov), 4:02 Vjačeslav Staršinov (Vladimir Vikulov), 14:12 Vjačeslav Staršinov (Viktor Jakušev), 23:06 Alexandr Almetov (Venjamin Alexandrov), 25:53 Anatolij Firsov, 53:30 Vladimir Brežněv (Venjamin Alexandrov).

Rozhodčí: Olle Viking (SWE), Ove Dahlberg (SWE)

Vyloučení: 3:2 (0:1)
SSSR: Viktor Konovalenko – Alexandr Ragulin, Vladimir Brežněv, Viktor Kuzkin, Vitalij Davydov, Oleg Zajcev – Konstantin Loktěv, Alexandr Almetov, Venjamin Alexandrov – Boris Majorov, Vjačeslav Staršinov, Viktor Jakušev – Vladimir Vikulov, Viktor Polupanov, Anatolij Firsov.
ČSSR: Vladimír Dzurilla (5. Jiří Holeček) – František Tikal, Rudolf Potsch, Jan Suchý, Ladislav Šmíd, Jaromír Meixner – Stanislav Prýl, Václav Nedomanský, Milan Kokš – Jan Klapáč, Jaroslav Holík, Jiří Holík – František Ševčík, Jozef Golonka, Jaroslav Jiřík.

## Statistiky

### Nejlepší hráči podle direktoriátu IIHF
| Brankář | Seth Martin       |
| Obránce | Alexandr Ragulin  |
| Útočník | Konstantin Loktěv |

### All Stars
| Brankář         | Seth Martin         |
| Levý obránce    | Gary Begg           |
| Pravý obránce   | Alexandr Ragulin    |
| Levé křídlo     | Venjamin Alexandrov |
| Střední útočník | Fran Huck           |
| Pravé křídlo    | Konstantin Loktěv   |

### Kanadské bodování
| Poř. | Kanadské bodování   | Branky | Přihrávky | Body |
| ---- | ------------------- | ------ | --------- | ---- |
| 1.   | Venjamin Alexandrov | 9      | 8         | 17   |
| 2.   | Alexandr Almetov    | 5      | 8         | 13   |
| 3.   | Vjačeslav Staršinov | 11     | 1         | 12   |
| 4.   | Viktor Jakušev      | 5      | 6         | 11   |
| 5.   | Stanislav Prýl      | 6      | 4         | 10   |
| 6.   | Konstantin Loktěv   | 5      | 4         | 9    |
| 7.   | George Faulkner     | 6      | 2         | 8    |
| 8.   | Fran Huck           | 4      | 4         | 8    |
| 9.   | Václav Nedomanský   | 5      | 2         | 7    |
| 10.  | Lars-Göran Nilsson  | 4      | 3         | 7    |

### Rozhodčí
| Rozhodčí             | Zápasy |
| -------------------- | ------ |
| Ove Dahlberg         | 5      |
| Jan Wycisk           | 5      |
| Andrej Starovojtov   | 5      |
| Zdeněk Kořínek       | 4      |
| Gennaro Olivieri     | 4      |
| Anatolij Seglin      | 4      |
| Olle Wiking          | 4      |
| Boris Cebulj         | 3      |
| Rene Keller          | 3      |
| Josef Rommerskirchen | 3      |
| Andre Vuillemin      | 3      |
| Otto Černý           | 2      |
| Fritz Gross          | 2      |
| Zbigniew Chojnacki   | 2      |
| Albert Kerkoš        | 2      |
| Henry Nordlie        | 2      |
| Penti Isotalo        | 1      |
| Willy Valentin       | 1      |
| Lennart Jaala        | 1      |

### Soupiska SSSR
SSSR

Brankáři: Viktor Konovalenko, Viktor Zinger.

Obránci: Alexandr Ragulin, Viktor Kuzkin, Vladimir Brežněv, Vitalij Davydov, Oleg Zajcev.

Útočníci: Konstantin Loktěv, Alexandr Almetov, Venjamin Alexandrov, Viktor Jakušev, Vjačeslav Staršinov, Boris Majorov, Vladimir Vikulov, Viktor Polupanov, Anatolij Firsov, Anatolij Ionov.

Trenéři: Arkadij Černyšov, Anatolij Tarasov.

### Soupiska Československa
Československo

Brankáři: Vladimír Dzurilla, Jiří Holeček.

Obránci: Rudolf Potsch,  – František Tikal, Jan Suchý, Ladislav Šmíd, Jaromír Meixner.

Útočníci: Stanislav Prýl, Václav Nedomanský, Josef Černý, František Ševčík, Jozef Golonka, Jaroslav Jiřík, Jan Klapáč, Jaroslav Holík, Jiří Holík, Milan Kokš.

Trenéři: Vladimír Bouzek, Vladimír Kostka.

### Soupiska Kanady
Kanada

Brankáři: Seth Martin, Ken Broderick.

Obránci: Gary Begg, Terry O'Malley, Barry McKenzie, Paul Conlin, Lorne Davis, Harvey Schmidt.

Útočníci: Jack McLeod, Fran Huck, Morris Mott, Bill MacMillan,Marshall Johnston, George Faulkner, Ray Cadieux, Roger Bourbonnais, Rick McCann.

Trenér: páter David Bauer.

### Soupiska Švédska
4.  Švédsko

Brankáři: Leif Holmqvist, Ingemar Caris.

Obránci: Lars Bylund, Nils Johansson, Roland Stoltz, Lennart Svedberg.

Útočníci: Folke Bengtsson, Hans Lindberg, Tord Lundström, Nisse Nilsson, Lars-Göran Nilsson, Björn Palmqvist, Ronald Pettersson, Lars-Åke Sivertsson, Ulf Sterner, Ulf Torstensson, Sven Tumba Johansson.

Trenér: Arne Strömberg.

### Soupiska NDR
5.  NDR 

Brankáři: Peter Kolbe, Klaus Hirche.

Obránci: Wolfgang Plotka, Manfred Buder, Dieter Voigt, Heinz Schildan.

Útočníci: Bernd Karrenbauer, Bernd Poindl, Rüdiger Noack, Rainer Tudyka, Joachim Franke, Helmut Novy, Erich Novy, Joachim Ziesche, Lothar Fuchs, Dieter Kratzsch, Erhard Braun.

Trenéři: Rudi Schmieder, Dr. Hugo Döbler.

### Soupiska USA
6.  USA 

Brankáři: Rod Blackburn, Thomas Yurkovich.

Obránci: Robert Currie, John Mayasich, Donald Ross, Jim Stordahl, Brad Teal.

Útočníci: Kenneth Johannson, Leonhard Lilyholm, Roger Maisonneuve, Ronald Naslund, Lyle Porter, Richard Roberge, Emery Ruelle, Lawrence Stordahl, Hank Therrien, Marshall Tschida.

Trenér: Bill Buzak.

### Soupiska Finska
7.  Finsko 

Brankáři: Juhani Lahtinen, Risto Kaitala.

Obránci: Lalli Partinen, Kalevi Numminen, Ilkka Mesikämmen, Juha Rantasila, Antti Heikkilä.

Útočníci: Reijo Hakanen, Lasse Oksanen, Jorma Peltonen, Juhani Jylhä, Esa Isaksson, Raimo Kilpiö, Matti Reunamäki, Matti Keinonen, Jorma Vehmanen, Erkki Mononen.

Trenér: Joe Wirkkunen, Aarne Honkavaara.

### Soupiska Polska
8.  Polsko 

Brankáři: Walery Kosyl, Józef Wiśniewski.

Obránci: Robert Góralczyk, Józef Kurek, Henryk Reguła, Piotr Szlapa, Marian Zawada.

Útočníci: Krzysztof Birula-Białynicki, Andrzej Fonfara, Karol Fonfara, Bronisław Gosztyła, Jerzy Kilanowicz, Włodzimierz Komorski, Józef Stefaniak, Andrzej Szal, Sylwester Wilczek, Andrzej Żurawski

Trenér: Zdzisław Masełko.

## MS Skupina B
|    |             | GER  | ROM | YUG | NOR  | AUT | SUI | HUN | GBR  | V | R | P | Skóre | B  |
| 1. | SRN         | ***  | 4:1 | 6:2 | 3:2  | 6:3 | 4:0 | 1:0 | 10:4 | 7 | 0 | 0 | 34:12 | 14 |
| 2. | Rumunsko    | 1:4  | *** | 5:5 | 4:0  | 7:1 | 4:3 | 4:2 | 4:1  | 5 | 1 | 1 | 29:16 | 11 |
| 3. | Jugoslávie  | 2:6  | 5:5 | *** | 2:1  | 4:2 | 3:2 | 6:4 | 3:3  | 4 | 2 | 1 | 25:23 | 10 |
| 4. | Norsko      | 2:3  | 0:4 | 1:2 | ***  | 4:3 | 4:1 | 5:2 | 12:2 | 4 | 0 | 3 | 28:17 | 8  |
| 5. | Rakousko    | 3:6  | 1:7 | 2:4 | 3:4  | *** | 7:6 | 7:2 | 2:1  | 3 | 0 | 4 | 25:30 | 6  |
| 6. | Švýcarsko   | 0:4  | 3:4 | 2:3 | 1:4  | 6:7 | *** | 6:1 | 6:3  | 2 | 0 | 5 | 24:26 | 4  |
| 7. | Maďarsko    | 0:1  | 2:4 | 4:6 | 2:5  | 2:7 | 1:6 | *** | 8:1  | 1 | 0 | 6 | 19:30 | 2  |
| 8. | V. Británie | 4:10 | 1:4 | 3:3 | 2:12 | 1:2 | 3:6 | 1:8 | ***  | 0 | 1 | 6 | 15:45 | 1  |

 Norsko –  Velká Británie 12:2 (3:1, 3:1, 6:0)
3. března 1966 – Záhřeb

Branky Norska: 8:00 P-Sk. Olsen, 10:44 Dalsøren, 13:15 S-N. Hansen, 21:26 Hågensen, 21:44 Mikkelsen, 39:00 P-Sk. Olsen, 45:12 Dalsøren, 49:55 Dalsøren, 51:44 P.-Sk. Olsen, 53:09 Ch. Petersen, 54:37 Thoen, 56:16 P-Sk. Olsen.

Branky Velké Británie: 18:33 Imrie, 28:56 Crawford

Rozhodčí: Gennaro Olivieri (SUI), Andre Vuillemin (SUI)

Vyloučení: 5:8

Využití přesilovek: 3:0

Branky v oslabení: 1:0
Norsko: Østensen – S-N. Hansen, Gundersen, Thoresen, Martinsen – Ch. Petersen, P-Sk. Olsen, J-E. Hansen – Mikkelsen, Hågensen, Holter – Thoen, Dalsøren, Bjølbakk – Søbye.
Velká Británie: Clarke – W. Brennan, McIntosh, Reilly, Williams, Imrie – Crawford, Stevenson, Miller – McDonald, Tindale, Mathews – A. Brennan, Law Lowell, Les Lowell.
 Švýcarsko –  Rumunsko 3:4 (1:0, 2:3, 0:1)
3. března 1966 – Záhřeb

Branky Švýcarska: 16:07 P. Lüthi, 38:55 P. Lüthi, 39:16 F. Berry

Branky Rumunska: 25:15 Texe, 26:25 Florescu, 30:25 Pană, 58:26 G. Szabo

Rozhodčí: Olle Viking (SWE), Ove Dahlberg (SWE)

Vyloučení: 3:3

Využití přesilovek: 0:0
Švýcarsko: Meyer – Furrer, Wespi, Spillman, Huguenin, Penseyres – U. Lüthi, P. Lüthi, H. Lüthi – Ehrensperger, K. Heiniger, Mühlebach – F. Berry, Weber, Keller.
Rumunsko: Dumitraş – Ionescu, Czaka, Varga, Vacar – I. Szabo, Calamar, G. Szabo – Texe, Başa, Ferenczi – Pană, Florescu, Ştefanov – Tarcsi.
 SRN –  Rakousko 6:3 (1:1, 2:1, 3:1)
3. března 1966 – Záhřeb

Branky SRN: 14:15 Hanig, 29:00 Hanig, 36:10 Riedmeier, 53:00 A. Schloder, 55:35 Köpf, 58:27 Hanig

Branky Rakouska: 6:12 Bachler, 24:23 Kalt, 52:39 Kalt

Rozhodčí: Albert Kerkoš (YUG), Boris Cebulj (YUG)

Vyloučení: 3:4

Využití přesilovek: 2:1
SRN: Knauss – Waitl, Schneitberger, Riedl, Bader, Riedmeier – Hanig, K. Schloder, Köpf – A. Schloder, Ludwig, L. Funk – Gross, Boos, Hubner.
Rakousko: Pregl – Knoll, Bachura, Schager, Felfernig – Kalt, Puschnig, Saint John – König, Kakl, Weingärtner – Znehnalik, Kirchberger, Wechselberger – Bachler.
 Jugoslávie –  Maďarsko 6:4 (1:2, 3:0, 2:2)
3. března 1966 – Záhřeb

Branky Jugoslávie: 14:45 Mlakar, 26:17 Felc, 31:42 R. Smolej, 39:00 Felc, 40:16 Tišlar, 43:30 B. Jan

Branky Maďarska: 1:44 Z. Horváth, 19:33 V. Zsitva, 42:41 Boróczi, 43:18 Boróczi

Rozhodčí: Pentti Isotalo (FIN), Lennart Jaala (FIN)

Vyloučení: 2:3

Využití přesilovek: 0:0
Jugoslávie: Gale – I. Jan, Ravnik, Kristan, Ratej, Jug – Tišlar, Felc, F. Smolej – Renaud, B. Jan, Mlakar – R. Hiti, S. Beravs, R. Smolej.
Maďarsko: Vedres – Koutny, Kertész, Raffa, Ziegler – Jó. Palotas, Z. Horváth, Bikar – Schwalm, Bánkuti, Rozgonyi – V. Zsitva, Balint, Klink – Boróczi.
 SRN –  Rumunsko 4:1 (0:1, 2:0, 2:0)
4. března 1966 – Záhřeb

Branky SRN: 27:27 A. Schloder, 39:37 L. Funk, 51:01 Waitl, 59:36 Hanig

Branky Rumunska: 9:14 Calamar

Rozhodčí: Andrej Starovojtov (URS), Giulio Demetz (ITA)

Vyloučení: 5:5 navíc Florescu na 5 min.

Využití přesilovek: 3:1
SRN: Knauss – Waitl, Schneitberger, Bader, Riedl, Riedmeier – Hanig, K. Schloder, Köpf – A. Schloder, Ludwig, L. Funk – Gross, Boos, Hubner.
Rumunsko: Dumitraş – Ionescu, Czaka, Varga, Făgăraş – I. Szabo, Calamar, G. Szabo – Texe, Ferenczi, Başa – Pană, Florescu, Ştefanov – Tarczi.
 Švýcarsko –  Velká Británie 6:3 (0:3, 1:0, 5:0)
4. března 1966 – Záhřeb

Branky Švýcarska: 39:37 P. Lüthi, 46:51 Huguenin, 51:55 Wespi, 54:27 U. Lüthi, 56:01 Mühlebach, 57:20 U. Lüthi

Branky Velké Británie: 0:37 Crawford, 9:08 W. Brennan, 14:27 Mathews

Rozhodčí: Olle Viking (SWE), Munz (HUN)

Vyloučení: 4:11

Využití přesilovek: 3:0
Švýcarsko: Meyer – Wespi, Furrer, Spillman, Huguenin, Penseyres – U. Lüthi, P, Lüthi, H. Lüthi – F. Berry, K. Heiniger, Mühlebach – Schmidt, Weber, Keller.
Velká Británie: Clarke – W. Brennan, McIntosh, Baxter, Williams, Imrie – Crawford, Stevenson, Miller – McDonald, Tindale, Mathews – A. Brennan, Law Lowell, Les Lowell.
 Maďarsko –  Rakousko 2:7 (0:0, 1:4, 1:3)
4. března 1966 – Záhřeb

Branky Maďarska: 23:16 Boróczi, 52:49 Z Horváth

Branky Rakouska: 22:06 Kalt, 26:47 Bachler, 29:06 Wechselberger, 32:18 Znehnalik, 48:24 Knoll, 57:30 Saint John, 59:51 Felfernig.

Rozhodčí: Otto Černý (TCH), Kaltnekar (YUG)

Vyloučení: 8:7

Využití přesilovek: 1:0
Rakousko: Pregl – Kakl, Knoll, Bachura, Schager, Felfernig – Kalt, Puschnig, Saint John – König, Weingärtner, Znehnalik – Kirchberger, Wechselberger, Bachler.
Maďarsko: Vedres – Koutny, Kertész, B. Zsitva, Ziegler, Jó. Palotas – Schwalm, Bikar, Z. Horváth – Bánkuti, Rozgonyi, V. Zsitva – Balint, Klink, Boróczi.
 Jugoslávie –  Norsko 2:1 (0:0, 1:0, 1:1)
4. března 1966 – Záhřeb

Branky Jugoslávie: 32:03 S. Beravs, 54:48 B. Jan

Branky Norska: 44:00 P-Sk. Olsen

Rozhodčí: Gennaro Olivieri (SUI), Zbigniew Chojnacki (POL)

Vyloučení: 5:4

Využití přesilovek: 0:0

Branky v oslabení: 0:1
Jugoslávie: Anton Jože Gale – I. Jan, Ravnik, Kristan, Ratej, Jug – Tišlar, Felc, F. Smolej – Renaud, B. Jan, Mlakar – Rudi Hiti, R. Smolej, S. Beravs.
Norsko: Østensen – S-N. Hansen, Gundersen, Thoresen, Martinsen – Ch. Petersen, P-Sk. Olsen, J-E. Hansen – Hågensen, Holter, Thoen – Søbye, Dalsøren, Bjølbakk – Mikkelsen.
 Norsko –  Rumunsko 0:4 (0:1, 0:1, 0:2)
6. března 1966 – Záhřeb

Branky Norska: nikdo

Branky Rumunska: 9:24 Făgăraş, 27:40 Varga, 53:07 G. Szabo, 53:25 I. Szabo.

Rozhodčí: Otto Černý (TCH), Zdeněk Kořínek (TCH)

Vyloučení: 3:3

Využití přesilovek: 0:1
Norsko: Østensen – S-N. Hansen, Gundersen, Thoresen, Martinsen – Ch. Petersen, P-Sk. Olsen, J-E. Hansen – Hågensen, B. Johansen, Holter – Thoen, Dalsøren, Bjølbakk – Søbye.
Rumunsko: Dumitraş – Ionescu, Czaka, Varga, Făgăraş, Tarczi – I. Szabo - Calamar - G: Szabo, Texe - Ferenczi - Başa, Pană - Florescu – Ştefanov.
 Maďarsko –  Velká Británie 8:1 (3:0, 2:0, 3:1)
6. března 1966 – Záhřeb

Branky Maďarska: 6:03 Z. Horváth, 14:34 Rozgonyi, 15:12 Klink, 30:32 Rozgonyi, 33:07 Z. Horváth, 45:28 Bikar, 53:37 V. Zsitva, 54:33 Bikar

Branky Velké Británie: 46:58 Stevenson

Rozhodčí: Pentti Isotalo (FIN), Lennart Jaala (FIN)

Vyloučení: 4:4

Využití přesilovek: 0:0
Maďarsko: Lozonczi – Koutny, Kertész, Raffa, Ziegler, Jó. Palotas – Schwalm, Bikar, Z. Horváth – Bánkuti, Rozgonyi, V. Zsitva – Balint, Klink, Boróczi.
Velká Británie: Clarke – W. Brennan, McIntosh, Baxter, Reilly, Imrie – Crawford, Stevenson, Miller – McDonald, Tindale, Mathews – A. Brennan, Les Lowell, Law Lowell.
 Rakousko –  Švýcarsko 7:6 (1:3, 3:0, 3:3)
6. března 1966 – Záhřeb

Branky Rakouska: 2:40 Puschnig, 26:24 Kakl, 33:11 Saint John, 35:15 Kalt, 46:10 Saint John, 48:10 Kakl, 48:51 Saint John

Branky Švýcarska: 10:30 U. Lüthi, 10:45 Ehrensperger, 16:13 K. Heiniger, 43:43 Weber, 44:14 U. Lüthi, 54:52 U. Lüthi

Rozhodčí: Andrej Starovojtov (URS), Anatolij Seglin (URS)

Vyloučení: 3:1

Využití přesilovek: 0:2
Švýcarsko: Meyer - Wespi, Furrer, Spillman, Huguenin, Penseyres - U. Lüthi, P. Lüthi, H. Lüthi - Ehrensperger, K. Heiniger, F. Berry - Keller, Weber, P. Schmidt.
Rakousko: Pregl - Knoll, Bachura, Felfernig, Schager - Kakl, Puschnig, Saint John - König, Kalt, Weingärtner - Znehnalik, Kirchberger, Wechselberger - Bachler.
 Jugoslávie –  SRN 2:6 (2:2, 0:0, 0:4)
6. března 1966 – Záhřeb

Branky Jugoslávie: 0:15 I. Jan, 4:32 Felc

Branky SRN: 14:31 Hanig, 19:17 Hanig, 43:33 Hanig, 52:14 A. Schloder, 55:05 Köpf, 59:06 Hanig

Rozhodčí: Olle Viking (SWE), Ove Dahlberg (SWE)

Vyloučení: 8:5

Využití přesilovek: 1:0

Branky v oslabení: 1:0
SRN: Knauss – Waitl, Schneitberger, Bader, Riedl, Riedmeier – Hanig, K. Schloder, Köpf – A. Schloder, Ludwig, L. Funk – Gross, Boos, Hubner.
Jugoslávie: Anton Jože Gale – I. Jan, Ravnik, Kristan, Ratej, Jug – Tišlar, Felc, F. Smolej – Renaud, B. Jan, Mlakar – Rudi Hiti, R. Smolej, S. Beravs.
 Rakousko –  Norsko 3:4 (2:0, 1:0, 0:4)
7. března 1966 – Záhřeb

Branky Rakouska: 6:33 Puschnig, 18:57 Weingärtner, 33:38 Kakl

Branky Norska: 46:07 S-N. Hansen, 48:02 P-Sk. Olsen, 49:17 Hågensen, 55:45 B. Johansen

Rozhodčí: Jan  Wycisk (POL), Fritz Gross (GDR)

Vyloučení: 2:5

Využití přesilovek: 0:0
Norsko: Østensen – S-N. Hansen, Gundersen, Thoresen, Martinsen – Ch. Petersen, P-Sk. Olsen, J-E. Hansen – Hågensen, Thoen, B. Johansen – Søbye, Dalsøren, Bjølbakk.
Rakousko: Pregl – Knoll, Bachura, Felfernig, Schager, Keil – Kalt, Puschnig, Saint John – Znehnalik, Kakl, Weingärtner – Bachler, Kirchberger, Wechselberger.
 Maďarsko –  Rumunsko 2:4 (1:2, 0:2, 1:0)
7. března 1966 – Záhřeb

Branky Maďarska: 19:55 Raffa, 48:52 Z. Horváth

Branky Rumunska: 11:57 Făgăraş, 18:52 Făgăraş, 23:58 Başa, 37:59 Florescu

Rozhodčí: Olle Viking (SWE), Ove Dahlberg (SWE)

Vyloučení: 4:2

Využití přesilovek: 0:0
Maďarsko: Vedres – Koutny, Kertész, Raffa, Ziegler – Schwalm, Bikar, Z. Horváth – Bánkuti, Rozgonyi, V. Zsitva – Balint, Klink, Boróczi – B. Zsitva.
Rumunsko: Dumitraş – Ionescu, Czaka, Varga, Făgăraş, Tarczi – I. Szabo, Calamar, G. Szabo – Texe, Ferenczi, Başa – Pană, Florescu, Ştefanov.
 SRN -  Velká Británie 10:4 (1:0, 6:2, 3:2)
7. března 1966 – Záhřeb

Branky SRN: 12:42 Hanig, 23:35 Hanig, 24:20 L. Funk, 27:04 Boos, 30:08 Ludwig, 34:41 L. Funk, 38:53 Köpf, 47:00 A. Schloder, 47:51 Riedl, 53:42 Gross

Branky Velké Británie: 25:53 Stevenson, 34:58 Stevenson, 46:34 Tindale, 56:54 W. Brennan

Rozhodčí: Otto Černý (TCH), Zdeněk Kořínek (TCH)

Vyloučení: 3:4 navíc Williams na 5 min.

Využití přesilovek: 1:0
SRN: Knauss – Waitl, Schneitberger, Bader, Riedl, Riedmeier – Hanig, K. Schloder, Köpf – A. Schloder, Ludwig, L. Funk – Gross, Boos, Hubner.
Velká Británie: Clarke – W. Brennan, McIntosh, Reilly, Williams, Imrie – Crawford, Stevenson, Miller – McDonald, Tindale, Mathews – A. Brennan, Baxter, Les Lowell.
 Jugoslávie -  Švýcarsko 3:2 (0:2, 2:0, 1:0)
7. března 1966 – Jesenice

Branky Jugoslávie: 36:10 R. Smolej , 37:10 Felc, 41:50 S. Beravs

Branky Švýcarska: 3:29 Keller, 10:08 U. Lüthi

Rozhodčí: Andrej Starovojtov (URS), Anatolij Seglin (URS)

Vyloučení: 1:1

Využití přesilovek: 0:0
Švýcarsko: Meyer – Wespi, Furrer, Spillman, Huguenin, Penseyres – U. Lüthi, P. Lüthi, H. Lüthi – Ehrensperger, K. Heiniger, P. Schmidt – Keller, Weber, Mühlebach.
Jugoslávie: Anton Jože Gale – I. Jan, Ravnik, Ratej, Mihajlovski, Jug – Tišlar, Felc, F. Smolej – Renaud, B. Jan, Mlakar – Rudi Hiti, R. Smolej, S. Beravs.
 Rakousko -  Rumunsko 1:7 (0:2, 0:2, 1:3)
9. března 1966 – Záhřeb

Branky Rakouska: 48:41 Bachura

Branky Rumunska: 4:12 Ferenczi, 19:55 Varga, 27:49 G. Szabo, 31:31 I. Szabo, 41:06 Varga,, 52:36 G. Szabo, 55:21 Varga.

Rozhodčí: Olle Viking (SWE), Ove Dahlberg (SWE)

Vyloučení: 3:4 navíc Saint John na 10 min.

Využití přesilovek: 0:1
Rumunsko: Dumitraş – Ionescu, Czaka, Varga, Făgăraş, Tarczi – I. Szabo, Calamar, G. Szabo – Florescu, Pană, Ştefanov – Texe, Ferenczi, Başa.
Rakousko: Pregl – Knoll, Bachura, Felfernig, Schager, Keil – Kalt, Puschnig, Saint John – Weingärtner, Znehnalik, Kirchberger – Wechselberger, Bachler.
 Švýcarsko -  SRN 0:4 (0:0, 0:0, 0:4)
9. března 1966 – Záhřeb

Branky Švýcarska: nikdo

Branky SRN: 42:44 Ludwig, 47:51 Ludwig, 48:22 Boos, 58:22 A. Schloder

Rozhodčí: Otto Černý (TCH), Zdeněk Kořínek (TCH)

Vyloučení: 4:5

Využití přesilovek: 0:0
SRN: Knauss – Waitl, Schneitberger, Bader, Riedl, Riedmeier – Hanig, K. Schloder, Köpf – A. Schloder, Ludwig, L. Funk – Gross, Boos, Hubner.
Švýcarsko: Meyer – Furrer, Wespi, Spillman, Huguenin, Penseyres – U. Lüthi, P. Lüthi, H. Lüthi – Keller, Weber, P. Schmidt – Ehrensperger, K. Heiniger, Mühlebach.
 Maďarsko -  Norsko 2:5 (2:0, 0:1, 0:4)
9. března 1966 – Záhřeb

Branky Maďarska: 3:06 Klink, 13:00 Kertész

Branky Norska: 38:47 P-Sk. Olsen, 41:05 Gundersen, 45:40 Dalsøren, 50:23 Thoen, 57:40 J-E. Hansen

Rozhodčí: Willy Valentin (AUT), Boris Cebulj (YUG)

Vyloučení: 6:2

Využití přesilovek: 0:0
Norsko: Østensen – S-N. Hansen, Gundersen, Thoresen, Martinsen – Ch. Petersen, P-Sk. Olsen, J-E. Hansen – Mikkelsen, Hågensen, Thoen – B. Johansen, Dalsøren, Bjølbakk – Søbye.
Maďarsko: Vedres – Koutny, Kertész, Raffa, Ziegler, Jó. Palotas – Z. Horváth, Bikar, Schwalm – Bánkuti, Rozgonyi, V. Zsitva – Balint, Klink, Boróczi.
 Jugoslávie -  Velká Británie 3:3 (3:2, 0:1, 0:0)
9. března 1966 – Záhřeb

Branky Jugoslávie: 8:02 Tišlar, 15:25 Mlakar, 17:43 R. Smolej

Branky Velké Británie: 11:06 Tindale, 17:26 Stevenson, 21:17 Crawford

Rozhodčí: Jan Wycisk (POL), Fritz Gross (GDR)

Vyloučení: 2:5

Využití přesilovek: 0:0
Jugoslávie: Anton Jože Gale – Ravnik, I. Jan, Jug, Ratej, Mihajlovski – Tišlar, Felc, F. Smolej – Renaud, B. Jan, Mlakar – Rudi Hiti, R. Smolej, S. Beravs.
Velká Británie: Clarke – W. Brennan, McIntosh, Imrie, Williams – Crawford, Stevenson, Miller – McDonald, Tindale, Mathews – A. Brennan, Baxter, Les Lowell – Law Lowell.
 Norsko -  Švýcarsko4:1 (2:0, 1:1, 1:0)
10. března 1966 – Záhřeb

Branky Norska: 5:23 Martinsen, 13:11 P-Sk. Olsen, 27:07 Thoen, 51:49 B. Johansen

Branky Švýcarska: 26:05 F. Berry

Rozhodčí: Zdeněk Kořínek (TCH), Rene Keller (FRG)

Vyloučení: 4:2

Využití přesilovek: 0:0
Norsko: Østensen – S-N. Hansen, Gundersen, Thoresen, Martinsen – Ch. Petersen. P-Sk. Olsen, J-E. Hansen – Hågensen, Holter, Thoen – B. Johansen, Dalsøren, Bjølbakk – Søbye.
Švýcarsko: Meyer – Furrer, Wespi, Spillman, Penseyres – U. Lüthi, P. Lüthi, H. Lüthi – F. Berry, Keller, P. Schmidt – Ehrensperger, K. Heiniger, Mühlebach.
 Maďarsko –  SRN 0:1 (0:0, 0:0, 0:1)
10. března 1966 – Záhřeb

Branky Maďarska: nikdo

Branky SRN: 49:06 Hanig

Rozhodčí: Janažič (YUG), Kaltnekar (YUG)

Vyloučení: 5:2

Využití přesilovek: 0:0
SRN: Knauss – Waitl, Schneitberger, Bader, Riedl, Riedmeier – Hanig, K. Schloder, Köpf – A. Schloder, Ludwig, L. Funk – Gross, Boos – Hubner.
Maďarsko: Vedres – Koutny, Kertész, Raffa, Jó. Palotas – Rozgonyi, Bikar, Schwalm – Balint, Klink, V. Zsitva – Z. Horváth, B. Zsitva, Boróczi.
 Rakousko –  Velká Británie 2:1 (2:1, 0:0, 0:0)
11. března 1966 – Záhřeb

Branky Rakouska: 5:51 Puschnig, 11:57 Puschnig

Branky Velké Británie: 2:47 Miller

Rozhodčí: Pentti Isotalo (FIN), Lennart Jaala (FIN)

Vyloučení: 4:4

Využití přesilovek: 0:0
Rakousko: Pregl – Knoll, Bachura, Felfernig, Schager, Keil – Kalt, Puschnig, Kakl – Weingärtner, Znehnalik, Kirchberger – Wechselberger, Bachler, Saint John.
Velká Británie: Clarke – W. Brennan, McIntosh, Imrie, Williams – Crawford, Stevenson, Miller – McDonald, Tindale, Mathews – A. Brennan, Baxter, Les Lowell – Law Lowell.
 Jugoslávie –  Rumunsko 5:5 (1:2, 2:3, 2:0)
11. března 1966 – Záhřeb

Branky Jugoslávie: 0:10 Felc, 32:52 Mlakar, 38:47 Tišlar, 44:02 Tišlar, 49:05 Kristan

Branky Rumunska: 1:23 I. Szabo, 16:02 Calamar, 22:55 Ştefanov, 30:18 G. Szabo, 31:16 I. Szabo

Rozhodčí: Olle Viking (SWE), Henry Nordlie (NOR)

Vyloučení: 3:3

Využití přesilovek: 0:0

Branky v oslabení: 0:1
Rumunsko: Dumitraş – Ionescu, Czaka, Varga, Făgăraş, Tarczi – I. Szabo, Calamar, G. Szabo – Florescu, Pană, Ştefanov – Texe, Ferenczi, Başa.
Jugoslávie: Anton Jože Gale – Ravnik, I. Jan, Jug, Ratej, Kristan – Tišlar, Felc, F. Smolej – Renaud, B. Jan, Mlakar – Rudi Hiti, R. Smolej, S. Beravs.
 SRN -  Norsko 3:2 (0:1, 1:1, 2:0)
12. března 1966 – Záhřeb

Branky SRN: 30:10 Schneitberger, 53:10 Köpf, 59:59 Köpf

Branky Norska: 4:40 Dalsøren, 26:21 J-E. Hansen

Rozhodčí: Gennaro Olivieri (SUI), Willy Vuillemin (SUI)

Vyloučení: 2:3 navíc S-N. Hansen na 5 min.

Využití přesilovek: 0:1
Norsko: Østensen – S-N. Hansen - Gundersen, Thoresen Martinsen - Ch. Petersen, P-Sk. Olsen, J-E. Hansen - Mikkelsen, Hågensen, Thoen - B. Johansen, Dalsøren, Bjølbakk - Søbye.
SRN: Knauss – Waitl, Schneitberger, Bader, Riedl, Riedmeier – Hanig, K. Schloder, Köpf – A. Schloder, Ludwig, L. Funk – Weisenbach, Boos, Hubner.
 Maďarsko –  Švýcarsko 1:6 (1:3, 0:2, 0:1)
12. března 1966 – Záhřeb

Branky Maďarska: 8:53 Klink

Branky Švýcarska: 10:34 K. Heiniger, 16:49 H. Lüthi, 17:08 Mühlebach, 26:00 Weber, 33:04 P. Lüthi, 44:17 Furrer

Rozhodčí: Boris Cebulj (YUG), Willy Valentin (AUT)

Vyloučení: 3:5 navíc Koutny na 5 min., Z. Horváth a Kertész na 10 min.

Využití přesilovek: 1:0
Švýcarsko: Meyer - Wespi, Furrer, Spillman, Huguenin, Penseyres - U. Lüthi, P. Lüthi, H. Lüthi - Ehrensperger, K. Heiniger, Mühlebach - Schmidt, Weber, F. Berry.
Maďarsko: Vedres - Koutny, Kertész, Raffa, Ziegler, Jó. Palotas - Z. Horváth, Bikar, Schwalm - Balint, Rozgonyi, V. Zsitva - Klink, B. Zsitva, Boróczi.
 Velká Británie –  Rumunsko 1:4 (1:1, 0:3, 0:0)
12. března 1966 – Záhřeb

Branky velké Británie: 3:20 Mathews

Branky Rumunska: 0:36 G. Szabo, 20:58 G. Szabo, 24:46 Făgăraş, 33:47 Czaka

Rozhodčí: Albert Cebulj (YUG), Willy Valentin (AUT)

Vyloučení: 0:3

Využití přesilovek: 0:0
Rumunsko: Dumitraş – Ionescu, Czaka, Varga, Făgăraş, Tarczi – I. Szabo, Calamar, G. Szabo – Texe, Ferenczi, Başa – Florescu, Pană, Ştefanov.
Velká Británie: Clarke – W. Brennan, Williams, Imrie – Crawford, Stevenson, Miller – McDonald, Tindale, Mathews – A. Brennan, Baxter, Les Lowell – Law Lowell.
 Jugoslávie –  Rakousko 4:2 (1:0, 2:1, 1:1)
12. března 1966 – Záhřeb

Branky Jugoslávie: 19:21 Renaud, 26:48 I. Jan, 29:58 F. Smolej, 45:03 Tišlar

Branky Rakouska: 31:28 Bachler, 44:30 Puschnig,

Rozhodčí: Andrej Starovojtov (URS), Anatolij Seglin (URS)

Vyloučení: 4:4

Využití přesilovek: 1:0
Jugoslávie: Anton Jože Gale – Ravnik, I. Jan, Jug, Ratej, Kristan – Tišlar, Felc, F. Smolej – Renaud, B. Jan, Mlakar – Rudi Hiti, R. Smolej, S. Beravs.
Rakousko: Pregl – Knoll, Bachura, Felfernig, Schager, Keil – Kalt, Puschnig, Saint John – König, Kakl, Weingärtner – Znehnalik, Kirchberger, Bachler.

## Kvalifikace o postup do skupiny B
|    |          | ROM  | ITA  | FRA  | V | R | P | Skóre | B |
| 1. | Rumunsko | ***  | 6:2  | 11:2 | 2 | 0 | 0 | 17:5  | 4 |
| 2. | Itálie   | 2:6  | ***  | 10:2 | 1 | 0 | 1 | 12:8  | 2 |
| 3. | Francie  | 2:11 | 2:10 | ***  | 0 | 0 | 2 | 4:21  | 0 |

Rumunsko hrálo kvalifikaci jako poslední tým z Mistrovství světa skupiny B v roce 1965 (protože odřeklo účast). Itálie a Francie hrály kvalifikaci jako poražení při kvalifikaci Mistrovství světa o skupinu B v roce 1965.
 Rumunsko -  Francie 11:3 (4:1, 4:1, 3:1)
10. prosince 1965 - Bukurešť

 Itálie -  Francie 10:2 (4:0, 4:0, 2:2)
11. prosince 1965 - Bukurešť

 Rumunsko -  Itálie 6:2 (0:0, 3:1, 3:1)
12. prosince 1965 - Bukurešť

## MS Skupina C
|    |        | ITA  | DEN  | RSA   | V | R | P | Skóre | B |
| 1. | Itálie | ***  | 7:1* | 17:0* | 4 | 0 | 0 | 54:8  | 8 |
| 2. | Dánsko | 5:12 | ***  | 9:0*  | 2 | 0 | 2 | 21:21 | 4 |
| 3. | JAR    | 2:18 | 2:6  | ***   | 0 | 0 | 4 | 4:50  | 0 |

S hvězdičkou = 1. kolo
- Bulharsko a Francie odřekly účast.
- Jugoslávie „B“ hrála mimo soutěž.

 Dánsko –  JAR 9:0 (1:0, 3:0, 5:0)
3. března 1966 – Jesenice

Branky Dánska: 15:38 S. Christensen, 25:52 Høybye, 26:45 Bjerrum, 38:20 S. Christensen, 40:15 S. Christensen, 41:17 Bjerrum, 45:47 S. Christensen, 54:13 Bjerrum, 58:30 P. Hansen.

Rozhodčí: Willy Valentin (AUT), Fritz Gross (GDR)

Vyloučení: 6:7

Využití přesilovek: 1:0

Branky v oslabení: 1:0
Dánsko: B. Hansen – J-C. Lauridsen, Maltesen, P. Hansen, Hasselbalch – S. Christensen, Fabricius, Høybye – Bjerrum, Linderholm, F. Johansen – Gautier, N. Petersen, Søndergaard – Schack.
JAR: Turnbull – Monsberger, Whal, Schwerin, Vickers – Nash, Lucas, Pretorius – Geffin, Campbell, U. Josephson – Sarkis, Prisley, Lawrence – Stott.
 Itálie –  JAR 17:0 (5:0, 8:0, 4:0)
4. března 1966 – Jesenice

Branky Itálie: 6:09 Agazzi, 8:23 Rabanser, 9:12 G. da Rin, 11:27 Holzner, 18:59 Verocai, 23:57 Holzner, 25:06 Agazzi, 28:23 G. da Rin, 29:25 W. Piccolruaz, 29:50 Holzner, 37:06 G. da Rin, 37:35 Verocai, 38:07 Paracchini, 43:05 Bacher, 53:25 W. Piccolruaz, 54:59 Rabanser, 56:37 G. da Rin.

Rozhodčí: Kněževič (YUG), Janěžič (YUG)

Vyloučení: 1:2

Využití přesilovek: 1:0
Itálie: Gamper – Bacher, Brugnoli, G. da Rin, Verocai, Alvera – Crotti, Holzner, Mastel – Paracchini, Rabanser, W. Piccolruaz – Agazzi.
JAR: Turnbull – Wahl, Schwerin, Vickers, Nash – Campbell, U. Josephson, Yates – Sarkis, Pretorius, Prisley –
Lawrence, Stott.
 Jugoslávie „B“ –  Dánsko 5:5 (2:1, 1:3, 2:1)
5. března 1966 – Jesenice

Branky Jugoslávie „B“: 12:18 Pirc, 21:33 Žvan, 32:50 Vidmar, 43:04 Krmelj, 58:13 Žvan.

Branky Dánska: 4:54 Bjerrum, 7:10 Schack, 13:05 N. Petersen, 39:57 Schack, 49:20 Fabricius.

Rozhodčí: Willy Valentin (AUT), Turceanu (ROM)

Vyloučení: 6:3

Využití přesilovek: 0:1
Dánsko: B. Hansen – J-C. Lauridsen, Molin, P. Hansen, Maltesen – S. Christensen, Fabricius, Bjerrum – Høybye, Linderholm, F. Johansen – Gautier, N. Petersen, Søndergaard – Schack.
Jugoslávie „B“: Knez – Razinger, Krmelj, Vidmar, Donoval, Hribar – Eržen, Pirc, Zajec – Ančević, Gojanović, Pipan – Petač, Žvan, G. Hiti.
 Itálie –  JAR 18:2 (7:1, 6:1, 5:0)
6. března 1966 – Jesenice

Branky Itálie: 10:05 W. Piccolruaz, 10:25 Rabanser, 11:41 Verocai, 12:19 Holzner, 16:52 Holzner, 17:47 Holzner, 19:23 G. da Rin, 23:09 Bacher, 24:43 Rabanser, 25:50 Rabanser, 27:20 Alvera, 31:58 Rabanser , 32:36 Rabanser, 44:47 Rabanser, 46:54 G. da Rin, 48:05 Paracchini, 51:41 Holzner, 55:21 G. da Rin.

Branky JAR: 14:32 Campbell, 38:49 Wahl

Rozhodčí: Albert Kerkoš (YUG), Kaltnekar (YUG)

Vyloučení: 10:7

Využití přesilovek: 3:2
Itálie: Gamper – Bacher, Brugnoli, G. da Rin, Verocai, Alvera – Crotti, Holzner, Mastel – Paracchini, Rabanser, W. Piccolruaz – Agazzi.
JAR: Turnbull – Wahl, Schwerin, Vickers, Nash – Campbell, U. Josephson, Yates – Sarkis, Pretorius, Prisley – Lawrence, Stott.
 Dánsko -  Itálie 1:7 (1:3, 0:3, 0:1)
7. března 1966 – Jesenice

Branky Dánska: 7:07 Høybye

Branky Itálie: 4:15 Crotti, 14:52 Crotti, 18:41 Rabanser, 21:15 Agazzi, 26:00 Agazzi, 36:11 G. da Rin, 48:48 G. da Rin

Rozhodčí: Kněževič (YUG), Dušanovič (YUG)

Vyloučení: 9:8 navíc Fabricius na 10 min.

Využití přesilovek: 0:3

Branky v oslabení: 0:1
Dánsko: B. Hansen – J-C. Lauridsen, Molin, P. Hansen, Maltesen, Hasselbalch – S. Christensen, Fabricius, Bjerrum – Høybye, Linderholm, Gautier – Schack, N. Petersen, Søndergaard.
Itálie: Gamper – Alvera, Bacher, G. da Rin - Brugnoli, Verocai; Mastel - Crotti - Holzner, Rabanser - W: Piccolruaz - Paracchini, Agazzi.
 Itálie -  Dánsko 12:5 (1:0, 3:2, 8:3)
8. března 1966 – Jesenice

Branky Itálie: 14:11 Brugnoli, 26:00 Mastel, 33:01 Agazzi, 34:05 Mastel, 42:34 Agazzi, 46:03 G. da Rin, 48:16 Rabanser, 50:30 W. Piccolruaz, 53:54 Agazzi, 57:45 Brugnoli, 58:44 Mastel, 59:14 Rabanser.

Branky Dánska: 28:12 Gautier, 32:14 N. Petersen, 52:44 Høybye, 55:08 Molin, 58:13 N. Petersen,

Rozhodčí: Willy Valentin (AUT), Boris Cebulj (YUG)

Vyloučení: 14:15

Využití přesilovek: 3:3
Itálie: Gamper – Alvera, Bacher, G. da Rin, Brugnoli, Verocai – Mastel, Crotti, Holzner – Rabanser , W. Piccolruaz, Paracchini – Agazzi.
Dánsko: B. Hansen – J-C. Lauridsen, Maltesen, P. Hansen, Hasselbalch, Molin – S. Christensen, Fabricius, Bjerrum – Høybye, Linderholm, F. Johansen – Gautier, N. Petersen, Schack.
 Jugoslávie „B“ –  JAR 4:1 (1:0, 2:1, 1:0)
10. března 1966 – Jesenice

Branky Jugoslávie „B“: 6:03 Pirc, 24:24 Gojanović, 31:46 Eržen, 48:10 Eržen.

Branky JAR: 38:42 Lawrence.

Rozhodčí: Giulio Demetz (ITA), Turceanu (ROM)

Vyloučení: 0:0
Jugoslávie „B“: Knez – Razinger, Krmelj, Vidmar, Donoval, Skerjanc – Eržen, Pirc, Zajec – Ančević, Gojanović, Pipan – Petač, Žvan, G. Hiti.
JAR: Turnbull – Wahl, Schwerin, Monsberger, Nash – Pretorius, Lucas, Campbell – Yates, U. Josephson, Stott – Lawrence, Prisley.
  JAR -  Dánsko 2:6 (1:1, 1:0, 0:5)
11. března 1966 – Jesenice

Branky JAR: 13:43 Lucas, 28:37 Wahl

Branky Dánska: 10:21 Bjerrum, 47:46 Gautier, 51:14 Høybye, 51:55 Molin, 58:45 Linderholm, 59:38 Gautier

Rozhodčí: Kněževič (YUG), Dušanovič (YUG)

Vyloučení: 3:1

Využití přesilovek: 0:0
JAR: Turnbull – Monsberger, Wahl, Schwerin, Nash – Campbell, U. Josephson, Yates – Sarkis, Lucas, Pretorius – Prisley, Lawrence, Stott.
Dánsko: B. Hansen – Molin, J-C. Lauridsen, P. Hansen, Hasselbalch – Høybye, Maltesen, N. Petersen – Gautier, Linderholm, Søndergaard – Bjerrum, F. Johansen.
 Itálie -  Jugoslávie „B“ 7:2 (2:0, 2:2, 3:0)
12. března 1966 – Jesenice

Branky Itálie: 8:55 Mastel, 19:01 Agazzi, 38:45 Agazzi, 39:23 Holzner, 49:18 Crotti, 54:35 Alvera, 59:50 G. da Rin

Branky Jugoslávie „B“: 23:48 Petač, 26:50 Gojanović

Rozhodčí: Lennart Jaala (FIN), Muncz (HUN)

Vyloučení: 7:9

Využití přesilovek: 3:0

Branky v oslabení: 0:1
Itálie: Gamper – Alvera, Bacher, G. da Rin, Brugnoli, Verocai – A. da Rin, Crotti, Holzner – Rabanser, W. Piccolruaz, Paracchini – Mastel, Agazzi.
Jugoslávie „B“: Knez – Razinger, Krmelj, Vidmar, Donoval, Hribar – Eržen, Pirc, Zajec – Ančević, Gojanović, Pipan – Petač, Žvan, G. Hiti.